# Коваленко Олександр Олександрович (футболіст)
Ковале́нко Олекса́ндр Олекса́ндрович (нар. 24 березня 1976, Артемівськ, Донецька область, УРСР,  СРСР — пом. 21 грудня 2010, Дніпропетровськ, Україна) — український арбітр та футболіст, що виступав на позиції півзахисника. Відомий, перш за все, завдяки виступам у дніпропетровському «Дніпрі», донецьких «Шахтарі» та «Металурзі», а також у складі молодіжної збірної України. Працював арбітром на лінії у матчах другої ліги чемпіонату України. Покінчив життя самогубством.

## Життєпис
Кар'єру футболіста на професійному рівні Олександр Коваленко розпочав у складі костянтинівського «Металурга», де впевнено провів півсезону, після чого перейшов до лав «Бажановця» з Макіївки (пізніше клуб змінив назву на «Шахтар»). У макіївському клубі Коваленко швидко став одним з провідних гравців, на якому трималася гра команди.
На початку сезону 1996/97 років молодого півзахисника запросили до дніпропетровського «Дніпра». У тому ж сезоні Коваленко досяг з «дніпрянами» найбільшого успіху, ставши фіналістом Кубка України 1996/97 (сам футболіст провів у фінальному матчі проти донецького «Шахтаря» лише 2 хвилини). Впевнена гра Коваленка привернула увагу тренерського штабу молодіжної збірної України, за яку півзахисник провів 4 матчі у 1997 році. У сезоні 1997/98 Олександр був одним з ключових гравців «Дніпра», провівши на полі 25 матчів та тричі вразивши ворота суперників.
Наступний сезон Коваленко розпочав у складі донецького «Шахтаря», однак справи у новій команді в нього відверто не йшли. Півзахисник задовольнявся переважно виступами у другій команді «гірників», натомість у вищій лізі провів лише чотири поєдинки. Ситуація кардинально змінилася наступного року, після того, як Олександр Коваленко вирішив перейти у донецький «Металург». Разом з ігровою практикою прийшли й нові досягнення — у сезоні 2001/02 «металурги» здобули «бронзу» національного чемпіонату. Втім, у наступному сезоні Коваленко на полі майже не з'являвся, тож все йшло до того, що він змінить команду.
Першу половину сезону 2003/04 в своєму новому клубі, яким став криворізький «Кривбас», футболіст провів доволі впевнено, однак після зимової перестав потрапляти до складу і у червні 2004 року, фактично, повісив бутси на цвях.
З 2006 року Олександр Коваленко розпочав суддівську діяльність, обслуговуючи матчі спочатку регіональних, а потім всеукраїнських аматорських змагань. У 2009 році, як асистент арбітра другої категорії, він здобув право судити матчі команд Другої ліги.
21 грудня 2010 року колишній футболіст покінчив життя самогубством, вистрибнувши з вікна власної квартири у Дніпропетровську.

## Досягнення
- Бронзовий призер чемпіонату України (1): 2001/02
- Фіналіст кубка України (1): 1996/97
- Срібний призер другої ліги чемпіонату України (1): 1993/94
- Брав участь у «срібному» (1998/99) сезоні «Шахтаря», «бронзовому» (2002/03) сезоні «Металурга» та «бронзовому» (2001/02) сезоні «Металурга-2», однак провів замало матчів для отримання медалей (4,3 та 1 відповідно)